# Ярин Хасан
Ярин Хасан (на иврит: ירין חסן; на английски: Yarin Hassan); (роден на 22 март 1994 г. в Нетаня, Израел) е израелски футболист.

## Отличия
- Liga Leumit
  - Winner (1): 2013 – 14
- Israel State Cup
  - Runner-up (1): 2014